# NGC 7024
NGC 7024 est un amas ouvert situé dans la constellation du Cygne. Il a été découvert par germano-britannique William Herschel en 1786.
Wolfgang Steinicke ainsi que le professeur Seligman considèrent NGC 7024 comme un groupe d'étoiles et non comme un amas ouvert. De plus, NGC 7024 ne figure pas sur le site WEBDA qui est consacré aux amas ouverts et le catalogue Lynga ne contient aucune donnée sur ces amas. Cependant, les bases de données Simbad, HyperLeda et NASA/IPAC le considèrent comme un amas ouvert.

## Observation

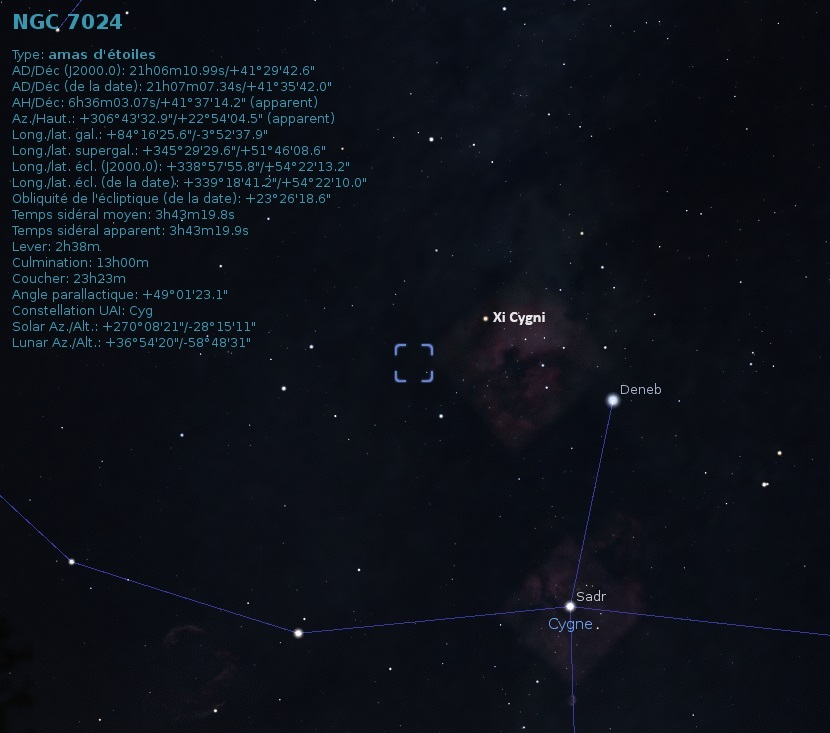
Localisation de NGC 7024 dans la constellation du Cygne. (Stellarium)

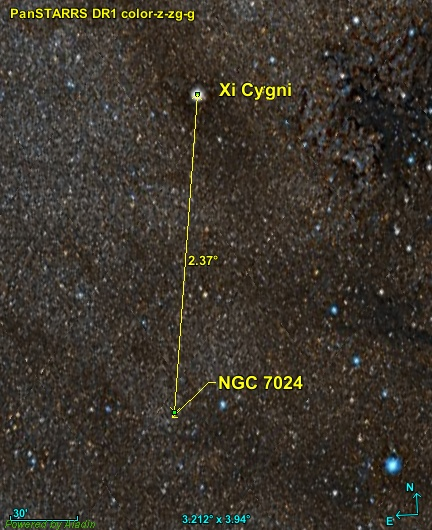
Position de NGC 7024 par rapport à une étoile.

NGC 7024 est situé à environ 2,4 degrés au sud-est de l'étoile Xi Cygni.

## Caractéristiques

### Distance
La parallaxe moyenne des étoiles de l'amas a été obtenue des mesures effectuées par le satellite Gaia. Six valeurs différentes publiées dans de récents articles (2018 à 2022) sont indiquées sur la base de données Simbad : 0,826 ± 0,050 mas, 0,830 ± 0,025 0 mas, 0,811 ± 0,009 mas, 0,817 ± 0,047 mas, 0,817 ± 0,009 mas et 0,817 ± 0,047 mas. La moyenne de ces valeurs et de leur incertitude est égale à 0,819 7 ± 0,037 4 mas, ce qui correspond à une distance de 1 220 +58
-53 pc.

### Vitesse
Aucune valeur de la vitesse n'est indiquée dans les sources consultées.

### Taille
Selon les sources, la taille apparente est comprise entre 4,92' et 9,0',. Grâce à un calcul simple, on peut trouver la taille réelle de l'amas. En utilisant la plus grande taille apparente et la plus grande distance, on obtient la taille réelle maximale soit 10,92 al. De même, en utilisant la plus petite taille apparente et la plus petite distance, on obtient la plus petite taille réelle, soit 5,45 al. De ces deux valeurs, on déduit que la taille de l'amas est égale à 8,2 ± 2,7 al.

### Mouvement propre
Simbad indique huit couples de valeurs pour le mouvement propre de l'amas, dont six provenant d'articles publiés entre 2018 et 2021 qui sont très semblables. Les deux autres provenant d'articles publiés en 2014 et 2017 sont totalement différents. Les valeurs de ces six couples en ascension droite et en déclinaison sont :
- 0,008 ± 0,054 mas/an et −4,667 ± 0,053 mas/an[10]
- 0,030 ± 0,058 mas/an et −4,510 ± 0,049 mas/an[11]
- 0,105 ± 0,174 mas/an et −4,467 ± 0,108 mas/an[12]
- 0,096 ± 0,099 mas/an et −4,440 ± 0,086 mas/an[13]
- 0,096 ± 0,029 mas/an et −4,440 ± 0,018 mas/an[6]
- 0,096 ± 0,099 mas/an et 4−0,440 ± 0,086 mas/an[14]

La moyenne du mouvement propre et de leur incertitude obtenue de ces six couples en ascension droite et en déclinaison est égale à 0,077 ± 0,110 mas/an et −4,472 ± 0,094 mas/an.
Les deux autres couples sont passablement différents et imprécis. Ils proviennent d'articles moins récents (2014 et 2017). Ces deux couples sont :
- −0,722 ± 0,126 mas/an et −0,343 ± 0,124 mas/an[15]
- −2,54 ± 1,66 mas/an et −3,38 ± 0,10 mas/an[16]

### Métallicité
Simbad rapporte une seule valeur de la métallicité, soit 0,052. Selon cette valeur, le pourcentage d'éléments lourds (plus lourd que l'hydrogène et l'hélium) de cet amas est de 113% (100,052) de celui du Soleil.

### Âge
Dans un article publié en 2011, le professeur d'astrophysique Ashraf Latif Tadross suggère un âge de 0,5 ± 0,01 Ga.

## Étoiles
Simbad montre aussi un bouton nommé Children. En cliquant sur ce bouton, on atteint une section de cette base de données qui renferme un tableau contenant 200 entrées, dont 131 Children pour NGC 7024. Cependant, des étoiles (les Children) peuvent apparaître plusieurs fois dans la deuxième colonne du tableau, d'où le nombre de liens bibliographiques qui est supérieure au nombre d'étoiles. La quatrième colonne de ce tableau indique la probabilité que l'étoile appartienne à l'amas. En cliquant sur le titre de cette colonne, on peut classer la probabilité par ordre croissant ou décroissant. En cliquant sur la désignation de l'étoile, on atteint la page de Simbad qui résume ses propriétés.